# Marcela Celorio
Marcela Celorio Mancera (Ciudad de México, 5 de febrero de 1965)  diplomática con el rango de Embajadora de carrera, investigadora, analista de la relación México y Estados Unidos y filántropa mexicana.
Se desempeñó como Vicepresidenta de comunicaciones y relaciones comunitarias de la firma "LM Advisors" https://www.lmadvisors.com/ . Actualmente es la fundadora y directora ejecutiva de la organización sin fines de lucro, "Polidore Foundation Corporation"  https://polidore.us/

## Datos biográficos y académicos
Es abogada por la Escuela Libre de Derecho y cuenta con dos maestrías: una en Estudios Internacionales por el Instituto Matías Romero y otra en Seguridad y Defensa Nacional por el Colegio de la Defensa Nacional de la Secretaría de la Defensa Nacional. Continuó su formación académica en el Centro de Estudios México-Estados Unidos de la Universidad de California en San Diego (UCSD) y fue la primera diplomática del Servicio Exterior Mexicano en Residencia de la de la American University en Washington D. C.
Cuenta con dos diplomados, uno en Historia y Sociedad israelí del Centro Interdisciplinario de Herzliya de la Universidad Reichman en Israel y otro en Gobernanza por el Centro de Investigación y Docencia Económicas (CIDE). Asimismo, en  2021, obtuvo dos certificados sobre organizaciones no gubernamentales, uno en Liderazgo y el otro en Administración Financiera por la John F Kennedy School of Government de la Universidad de Harvard.
En el ámbito académico, fue profesora de Derecho Internacional Público en la Universidad Iberoamericana (UIA 2000 y 2001). A través de los años ha realizado investigaciones y escrito sobre temas relacionados con la doble nacionalidad y ciudadanía, la seguridad nacional y la integración de América del Norte, entendimiento intercultural y diplomacia transfronteriza. El 6 de marzo de 2020 participó como jueza en la final nacional del Concurso de Tribunales de Derecho Philip C. Jessup junto con el diplomático mexicano, Bernardo Sepúlveda Amor, exjuez de la Corte Internacional de Justicia.   
A lo largo de su formación académica ha producido trabajos de investigación y publicaciones sobre temas relacionados con la doble nacionalidad y ciudadanía, migración, diálogo intercultural, seguridad nacional e integración de América del Norte.

## Carrera diplomática
En el año de 1999, ingresó al Servicio Exterior Mexicano (SEM) y fue ascendiendo en cada uno de los rangos hasta que recibió el nombramiento de Embajadora de México.
En la Secretaría de Relaciones Exteriores se ha desempeñado como Directora de Nacionalidad y Naturalización, cargo desde el que coadyuvó a promover e impulsar el reconocimiento a la doble nacionalidad. Dichos esfuerzos culminaron con la reforma constitucional de 1997 y la expedición de la nueva Ley de Nacionalidad de 1998.
Posteriormente, fue nombrada Directora de Políticas de Protección en la Dirección General de Protección a Mexicanos en el Exterior, desde donde que impulsó la instrumentación de los mecanismos de enlace fronterizo y de consulta al interior entre México y Estados Unidos. En 2000 asumió el cargo de Directora para Estados Unidos de América.
En el exterior, inicialmente estuvo adscrita a la Embajada de México en Estados Unidos de América como jefa de Gabinete de 2002 a 2006. De 2009 a 2012, se desempeñó como jefa de Cancillería y Consejera  para Asuntos Económicos, Comerciales y de Cooperación en la Embajada de México en Israel. En 2012, sirvió como Consejera para Asuntos Políticos a la Embajada de México ante el Reino de Bélgica y la Misión de México ante la Unión Europea  (UE). De 2013 a 2016, fue nombrada Cónsul Adscrita en el Consulado General de México en Nueva York.
De 2016 a 2019, se desempeñó como Cónsul General de México en San Diego, California. En dicha posición, desarrolló el concepto de diplomacia transfronteriza.
Es la primera Embajadora egresada de la Escuela Libre de Derecho, desde su ascenso el 28 de abril de 2017.
A propuesta del Presidente Andrés Manuel López Obrador, fue ratificada por el Senado de la República Mexicana como Cónsul General de México en Los Ángeles, asumiendo el cargo el  24 de junio de 2019, mismo que concluyó el 1o de marzo de 2023. Su labor diplomática en dicha representación se caracterizó por su exitoso trabajo humanitario durante la pandemia del 2020 provocada por el virus COVID-19 y su compromiso por promover el entendimiento intercultural e intergeneracional entre mexicanos, mexicoamericanos, latinoamericanos y estadounidenses.

## Premios y reconocimientos
Entre los reconocimientos que ha recibido la embajadora Celorio se encuentran: 
- Reconocimiento como "Defensora de la Frontera del Año 2016" por County of San Diego District Attorney.
- Reconocimiento como "Defensora de la  Frontera" por la Cámara de Representantes de Estados Unidos (21 de abril de 2017).

- Reconocimiento dentro de la lista de "Los 500 de San Diego. El libro de Líderes Empresariales Influyentes".[3] Esta publicación incluye líderes empresariales y ejecutivos que han fundado o están dirigiendo compañías importantes en términos de cantidad de empleos, productos y servicios clave; expertos que elevan el nivel de la industria en San Diego y más allá, así como aquellos que son líderes de la comunidad empresarial.
- Reconocimiento como “Personaje del Año 2017: Una cónsul Transfronteriza”.[4]
- “Mujer de Éxito 2017”.[5] Reconocimiento otorgado por la Alianza de Mujeres por Mujeres, A.C. (AMPM), organización que celebra el empoderamiento de las mujeres y valora a quienes buscan desarrollar competencias y facilitar un crecimiento integral de la comunidad femenina.
- Dado su compromiso en favor de la defensa de los derechos humanos en la región (Tijuana-San Diego), es la primera persona extranjera en recibir el Reconocimiento Humanitario Mayor George Moscone 2017 por la Comunidad LGBT de San Diego.
- “Líder Binacional del Año 2017” por la Cámara Regional de Comercio de San Diego.[6]
- En el 50 aniversario de la hermandad entre Los Ángeles y la Ciudad de México, la Ciudad de Los Ángeles reconoce su compromiso y liderazgo para promover y representar a estas dos ciudades.

## Publicaciones Destacadas
- Ensayo “Doble nacionalidad, doble ciudadanía: error o acierto de la política exterior de México". Los Retos para la Política Exterior de México en la Actual Coyuntura.[7]

“La comunidad mexicana en Estados Unidos de América ha recibido una especial atención desde el sexenio pasado por parte de nuestro gobierno y en tal virtud se han desarrollado una serie de políticas de acercamiento. Entre ellas, destaca la respuesta a la demanda de la comunidad mexicana de adquirir la nacionalidad estadounidense, sin dejar de ser mexicanos. Se trata de la reforma constitucional de 1998 que se inscribe dentro de la iniciativa "Nación Mexicana" relativa al reforzamiento de la protección consular y la defensa de los derechos de millones de mexicanos en el exterior, sobre todo en Estados Unidos de América.“
- ·Working Paper. The North American 'Security and Prosperity Partnership': An Evaluation, Center for North American Studies, American University. (2006)

- “The Role of the Consulate General of Mexico in San Diego: Exercising an Effective Consular Diplomacy”. California Western Law Review.[8]

"Las funciones consulares de nueva generación se centran principalmente en brindar información sobre una amplia gama de temas, como la educación cívica, educación académica, finanzas y salud. El objetivo es proporcionar a la comunidad mexicana las herramientas adecuadas para poder integrarse plenamente en el país en el que viven, tener a sus hijos, trabajar, pagar sus impuestos, y aportar social y económicamente."
- Celorio, M. (2018)  "El papel de la diplomacia consular en el contexto transfronterizo: el caso de la CaliBaja". Coordinador Rafael Fernández de Castro. La diplomacia consular mexicana en tiempos de Trump (pp. 271-284).

- "The CaliBaja Border, the gateway to a cross-border reality" California Western International Law Journal.

- "Op-Ed. California’s farm workers desperately need PPE and coronavirus tests. Los Angeles Times. 14 de abril de 2020.

- "Indocumentados pero esenciales. Una paradoja de los tiempos del covid-19". Colaboración con Euclides Del Moral, cónsul titular en Oxnard.  Foreign Affairs Latinoamérica. Mayo 2020.
- "La comunidad mexicana en Los Ángeles". Diplomacia Pública, Revista Digital. (2020)